# Бёртон, Гэри
Гэри Бёртон (англ. Gary Burton) — американский джазовый вибрафонист, композитор, аранжировщик.

## Биография
Гэри Бёртон родился 23 января 1943 года в г. Андерсон, США.
В 1960 году выступал в Нэшвилле в ансамбле, играющем в стиле кантри. Позже увлёкся джазом, с 1962 по 1965 год выступал в ансамблях Джорджа Ширинга и Стэна Гетца. В 1967 году собирает собственный квартет с Ларри Корриэлом (гитара), Стивом Своллоу (бас-гитара) и Бобом Моузесом (ударные).
В начале 1970-х выступает как с сольными проектами, так и в дуэтах с Китом Джарреттом (клавишные), Стивом Своллоу, Чиком Кориа (клавишные), Ральфом Таунером (гитара), а также собирает новый квартет.
В 1971–2004 гг. преподавал (с 1996 вице-президент) в Музыкальном колледже Беркли (Бостон). Известен как первооткрыватель молодых талантов — благодаря ему мир узнал о пианисте Макото Озоне и саксофонисте Томми Смите.
В 1990-х сотрудничает с Пэтом Мэтини, Дэйвом Холландом, Чиком Кориа и другими известными музыкантами.
Начиная с 1968 года занимал верхнюю строчку в журнале Down Beat в анкете популярности.
Первым среди джазовых вибрафонистов стал использовать при игре четыре палочки, что позволило ему играть на вибрафоне как на гармоническом инструменте.
Джазовый комментатор «Голоса Америки» Уиллис Коновер назвал Бёртона одним из пяти великих джазовых вибрафонистов, наряду с Лайонелом Хэмптоном, Милтом Джексоном, Редом Норво и Бобби Хатчинсоном.
Несколько раз приезжал с концертами в СССР и Россию, в последний раз — вместе с Чиком Кориа в апреле 2011 г.

## Дискография
- After the Riot in Newport (1960)
- New Vibe Man in Town (RCA, 1961)
- Who Is Gary Burton? (RCA, 1962)
- Bob Brookmeyer and Friends (1962)
- 3 in Jazz (RCA, 1963)
- Something’s Coming (RCA, 1963)
- The Groovy Sound of Music (RCA, 1964)
- The Time Machine (RCA, 1966)
- Tennessee Firebird (RCA, 1966)
- Duster (RCA, 1967)
- Lofty Fake Anagram (RCA, 1967)
- A Genuine Tong Funeral (RCA, 1968) (композиции Карлы Блей)
- Gary Burton Quartet in Concert Live (RCA, 1968)
- Country Roads and Other Places (RCA, 1968)
- Gary Burton & Keith Jarrett (Atlantic, 1969)
- Throb (Atlantic, 1969)
- Good Vibes (Atlantic, 1970)
- Paris Encounter (Atlantic, 1970) со Стефаном Грапелли
- Live in Tokyo (Atlantic, 1971)
- Alone at Last (Atlantic, 1971)
- Crystal Silence (ECM, 1972) с Чиком Кориа
- The New Quartet (ECM, 1973)
- Seven Songs For Quartet And Chamber Orchestra (ECM, 1974)
- Hotel Hello (ECM, 1974) со Стивом Суоллоу
- Matchbook (ECM, 1974) с Ральфом Таунером
- Ring (ECM, 1974) с Эберхардом Вебером
- Dreams So Real (1975) (ECM)
- Passengers (ECM, 1976) с Эберхардом Вебером
- Times Square (ECM, 1978)
- Duet (ECM, 1979) с Чиком Кориа
- Easy as pie (ECM, 1980)
- In Concert, Zürich, October 28, 1979 с Чиком Кориа (ECM, 1980)
- Picture This (ECM, 1982)
- Real life hits (ECM, 1984)
- Gary Burton and the Berklee All-Stars (JVC, 1985)
- Whiz kids (ECM, 1986)
- Slide Show (ECM, 1986) с Ральфом Таунером
- Times Like These (GRP, 1988)
- The New Tango (1988) с Астором Пьяццолой
- Reunion (GRP, 1989)
- Right Time, Right Place (GNP Crescendo, 1990)
- Cool Nights (GRP, 1991)
- Six Pack (GRP, 1992)
- It’s Another Day с Rebecca Parris (GRP, 1993)
- Face to Face (GRP, 1994)
- Live in Cannes (Jazz World, 1996)
- Ástor Piazzolla Reunion: A Tango Excursion (Concord Jazz, 1996)
- Departure (Concord Jazz, 1997)
- Native Sense с Чиком Кориа (1997)
- Like Minds с Чиком Кориа, Пэтом Мэтини, Роем Хейнсом и Дэйвом Холландом (1998)
- Alone At Last (32jazz, 1999)
- Libertango: The Music of Ástor Piazzolla (Concord Jazz, 2000)
- For Hamp, Red, Bags, and Cal (Concord Jazz, 2001)
- Virtuosi (Concord, 2002)
- Music of Duke Ellington (LRC Ltd, 2003)
- Generations (Concord Jazz, 2004)
- Simple Complex 2004 с пианистом Джоном Вебером
- Next Generation (Concord, 2005)
- Live in Montreux 2002 (Eagle Eye, 2006)
- L’Hymne a l’Amour (2007) с Ришаром Гальяно
- «The New Crystal Silence» (Concord Jazz 2008) с Чиком Кориа
- «Quartet Live» (Concord Jazz 2009) с Пэтом Мэтини, Стивом Суоллоу, Антонио Санчесом
- Common Ground The New Gary Burton Quartet (2011 Mack Avenue Records)

## Награды
Гэри Бёртон номинировался 18 раз на премию Грэмми, при этом 7 раз удостоился её:
- 1972 — Лучшее сольное джазовое исполнение
- 1979 — Лучшее джазовое инструментальное исполнение (группа)
- 1982 — Лучшее джазовое инструментальное исполнение (группа)
- 1998 — Лучшее инструментальное соло
- 2000 — Лучшее джазовое инструментальное исполнение (группа)
- 2009 — Лучшее джазовое инструментальное исполнение (группа)
- 2012 — Лучшее инструментальное соло